# Sumter megye (Georgia)
Sumter megye az Amerikai Egyesült Államokban, azon belül Georgia államban található. Megyeszékhelye és legnagyobb városa Americus. Lakosainak száma 29 616 fő (2020. április 1.). Sumter megye Schley, Lee, Webster, Terrell, Macon, Dooly és Crisp megyékkel határos.

## Népesség
A megye népességének változása:
| Lakosok száma | 32 710 | 32 100 | 31 595 | 31 364 | 30 779 | 29 616 |
|               | 2010   | 2011   | 2012   | 2013   | 2015   | 2020   |